# Perrigny-sur-l'Ognon
Perrigny-sur-l'Ognon é uma comuna francesa na região administrativa da Borgonha-Franco-Condado, no departamento de Côte-d'Or. Estende-se por uma área de 18,58 km². Em 2010 a comuna tinha 654 habitantes (densidade: 35,2 hab./km²).